# TOI-2669
TOI-2669 — одиночная звезда в созвездии Гидры на расстоянии около 1273 световых лет (около 390 парсек) от Солнца. Видимая звёздная величина звезды — +10,92m. Возраст звезды определён как около 5,9 млрд лет.
Вокруг звезды обращается, как минимум, одна планета.

## Характеристики
TOI-2669 — оранжевый гигант спектрального класса K3III. Масса — около 1,19 солнечной, радиус — около 4,1 солнечного, светимость — около 7,676 солнечной. Эффективная температура — около 5109 K.

## Планетная система
В 2022 году группой астрономов, работающих в рамках проекта TESS, было объявлено об открытии планеты TOI-2669 b.